# Korswandt
Korswandt er en by og kommune i det nordøstlige Tyskland, beliggende i Amt Usedom-Süd i den nordøstlige del af Landkreis Vorpommern-Greifswald. Landkreis Vorpommern-Greifswald ligger i delstaten Mecklenburg-Vorpommern.

## Geografi
Korswandt er beliggende tre kilometer syd for Ahlbeck ved Bundesstraße B 110 ved Wolgastsee midt i Naturpark Insel Usedom. Øst for kommunen findes grænsen til Polen. I den vestlige del af kommunen ligger søen Gothensee, i skoven øst for landsbyen Ulrichshorst ligger  Krebssee og sydøst for Wolgastsee, den 1,5 hektar store sø Schwarzes Herz.
I kommunen findes landsbyerne Korswandt og Ulrichshorst.

## Eksterne kilder og henvisninger
- Wikimedia Commons har flere filer relateret til Korswandt

- Kommunens side  på amtets websted
- Befolkningsstatistik mm Arkiveret 21. september 2017 hos  Wayback Machine